# Jhon Mondragón
Jhon Steven Mondragón Dosman, noto semplicemente come Jhon Mondagón o Steven (Tuluá, 15 ottobre 1994), è un calciatore colombiano, difensore del Minaur Baia Mare.

## Caratteristiche tecniche
È un difensore centrale.

## Carriera
Acquistato dall'Osasuna nel 2009, dopo alcuni anni nelle formazioni giovanili è stato aggregato alla prima squadra nei primi mesi del 2017. Ha debuttato il 22 aprile disputando l'incontro della Liga pareggiato 2-2 contro lo Sporting Gijón.